# ワタシノセカイ
「ワタシノセカイ」は、中島愛の10枚目のシングル。2017年2月15日にFlyingDogから発売された。

## 概要
前作「ありがとう」から4年6か月ぶりのリリース。2014年3月より音楽活動を休止していたが、今作が個人名義での復帰作となる。
この楽曲のリリースを記念したインタビューでは中島が復帰シングルに選んだ理由として「『風夏』がバンドのストーリーでもあるので、バラードではなくて、疾走感があって前向きな楽曲がいいよねっていう話が、まず最初にありました。そこから、疾走感があって前向きな中に、切なさとキラメキも同居している曲ということで、『ワタシノセカイ』に決めましたね」と回答している。中島曰く「沈んでいる状態から、すっと顔を上げて走り出すような歌詞」であり「背伸びせずに、自分の今の本当の気持ちをぶつけることができたと思います」とのこと。
表題曲は、テレビアニメ『風夏』のエンディングテーマに起用された。なお、ジャケットのバックカバーイラストおよび表題曲の作詞は原作者である瀬尾公治が手掛けた。
シングルは初回限定盤（VTZL-118）と通常盤（VTCL-35249）の2種リリース。初回限定盤には「ワタシノセカイ」のPVを収録したDVDが同梱されている。
初回限定盤および通常盤の特典として、2月18日にゲートシティ大崎にて開催されたハイタッチ会の参加券が封入された。

## 収録曲
| #         | タイトル                         | 作詞      | 作曲      | 編曲        | 時間  |
| --------- | -------------------------------- | --------- | --------- | ----------- | ----- |
| 1.        | 「ワタシノセカイ」               | 瀬尾公治  | 秋浦智裕  | WEST GROUND | 3:30  |
| 2.        | 「最高の瞬間」                   | 山田稔明  | 古川貴浩  | 古川貴浩    | 4:25  |
| 3.        | 「愛はめぐる」                   | 坂井竜二  | 末光篤    | 末光篤      | 5:11  |
| 4.        | 「ワタシノセカイ」(Instrumental) |           |           |             | 3:30  |
| 5.        | 「最高の瞬間」(Instrumental)     |           |           |             | 4:25  |
| 6.        | 「愛はめぐる」(Instrumental)     |           |           |             | 5:09  |
| 合計時間: | 合計時間:                        | 合計時間: | 合計時間: | 合計時間:   | 26:10 |

| #  | タイトル                        | 作詞 | 作曲・編曲 | 時間 |
| -- | ------------------------------- | ---- | ---------- | ---- |
| 1. | 「ワタシノセカイ」(Music Video) |      |            | 3:32 |